# Alián Devetac
Adrián Emanuel Devetac (Paraná, 19 de septiembre de 1991), más conocido como Alián Devetac, es un músico, profesor de música y actor argentino.

## Carrera profesional
Su debut actoral fue interpretando a Nicolás en la película La tercera orilla de Celina Murga estrenada en 2014 en el festival internacional de cine de Berlín. Reconocido por interpretar a Danielito en El otro hermano de Israel Adrián Caetano, a Gordo en Eva no duerme de Pablo Agüero, a Efraín en La sombra del gallo de Nicolás Herzog, entre otros trabajos.  Obtuvo dos nominaciones a los premios "Cóndor de Plata": como revelación masculina en 2015 por La tercera orilla y como mejor actor de reparto en 2018 por El otro hermano.
Vivió en Paraná trabajando como profesor de música y realizando trabajos de actuación en el marco del cine nacional argentino. Su primera aparición en cine fue en "La tercera orilla".
Actualmente vive en Capital Federal donde continua actuando ("Espartanos, una historia real" y "Atrapados") y trabajando en su proyecto musical "Cucamonga" lanzando su primer sencillo el 25 de febrero de 2025.

## Filmografía

### Cine
| Año  | Película            | Personaje | Director              |
| ---- | ------------------- | --------- | --------------------- |
| 2014 | La tercera orilla   | Nicolás   | Celina Murga          |
| 2015 | Eva no duerme       | Gordo     | Pablo Agüero          |
| 2017 | El otro hermano     | Danielito | Israel Adrián Caetano |
| 2020 | La sombra del gallo | Efraín    | Nicolas Herzog        |

### Televisión
| Año  | Título                        | Personaje               | Notas                                 | Canal   |
| ---- | ----------------------------- | ----------------------- | ------------------------------------- | ------- |
| 2017 | El jardín de bronce           | "Flaco"                 | Invitado (2 episodios)                | HBO     |
| 2024 | Secuestro del vuelo 601       | Francisco "Toro" Solano | Miniserie, Protagonista (6 episodios) | Netflix |
| 2025 | Espartanos, una historia real | Eduardo Fernández       | Invitado (3 episodios)                | Disney+ |
| 2025 | Atrapados                     | Facundo Costa           | Secundario (5 episodios)              | Netflix |

## Premios y nominaciones

### Premios Cóndor de Plata
| Año  | Categoría              | Trabajo           | Resultado |
| ---- | ---------------------- | ----------------- | --------- |
| 2015 | Revelación masculina   | La tercera orilla | Nominado  |
| 2018 | Mejor actor de reparto | El otro hermano   | Ganador   |